# Rohožník (district de Humenné)
Rohožník est un village de Slovaquie situé dans la région de Prešov.

## Histoire
Première mention écrite du village en 1454. Rohožník était avec 13 habitants la troisième commune la moins peuplée de Slovaquie en 2009.

## Démographie

### Évolution de la population
| Année:               | 1994. | 2004.    | 2014.    | 2024.    |
| -------------------- | ----- | -------- | -------- | -------- |
| Nombre de personnes: | 59    | 31       | 27       | 37       |
| Différence:          |       | -47,45 % | -12,90 % | +37,03 % |

| Année:               | 2023. | 2024. |
| -------------------- | ----- | ----- |
| Nombre de personnes: | 37    | 37    |
| Différence:          |       | +0 %  |